# Emanuel Sanvisi
Emanuel Sanvisi is een Surinaams dichter, rapper, zanger en songwriter. Hij bereikte meermaals de nummer 1-positie in de gospeltop en in 2019 werd zijn lied Libisma tu verkozen voor de finale van SuriPop XXI. Hij startte in 2016 een eigen kledinglijn. Van 2017 tot 2020 was hij gekozen lid van het Nationaal Jeugdparlement.

## Biografie
Emanuel Sanvisi werd rond 1996/1997 geboren als vijfde kind uit een Aukaans gezin van zes. Hij groeide op in Paramaribo. Zijn ouders scheidden op zijn vijfde. Tot die tijd woonde hij in de wijk Abrabroki en vervolgens met zijn moeder bij tantes her en der. Daarna woonde hij bij zijn vader in Wintiwai, daarop in Ephraimzegen en uiteindelijk in Charlesburg bij zijn moeder. Sinds december 2021 is hij getrouwd.
Hij rapt sinds zijn elfde en is ook zanger, en schrijver van gedichten en van liedjes, die hij ook op aanvraag van anderen schrijft. Rond de jaarwisseling van 2014/2015 had hij met zijn broer Rebrouf Sanvisi met Wees mijn herder een hit op nummer 10 van de Nationale Top 40. Daarnaast stond de single maandenlang op nummer 1 van de gospelhitlijst. Enkele maanden later had hij met IJdelheid opnieuw maandenlang een gospelhit op nummer 1. In maart 2016 behaalde hij een nummer 1-hit met Beter in de Magic 10 van Radio 10.
Op 9 april 2016 kwam hij met zijn debuutalbum Speak to the nations en op 31 juli 2016 kwam hij met een eigen kledinglijn onder de naam Speak. Tijdens de releaseshow van zijn album vroeg hij zijn geliefde ten huwelijk.
In februari 2017 werd hij voor de periode tot 2020 gekozen in het Nationaal Jeugdparlement. Samen met jeugdparlementariër Xavier Biegman sprak hij in 2018 de Algemene Vergadering van de Verenigde Naties toe.
Na een muzikale onderbreking lanceerde hij in augustus 2018 zijn tweede single van het jaar, getiteld Gaan. Zijn single Cinderella uit maart 2019 werd gemasterd door het muziekteam van Kenny B. Voor SuriPop XXI bereikte hij met zijn lied Libisma tu de finale. Het festival werd afgelast vanwege de corona-uitbraak.